# Louis de Rigaud, sieur de Fonlidon
Louis de Rigaud est un luthiste et compositeur actif à Paris autour des années 1620-1630.

## Biographie
Il a probablement été au service de la maréchale de Thémines (épouse de Pons de Lauzières-Thémines), à qui il dédie son livre d’airs en 1623. Son convoi funéraire date du 1er janvier 1640 ; il était encore à ce moment domestique de Mme de Thémines, demeurant rue de Vaugirard.

## Œuvre

### Œuvres sacrées
- Paraphrases sur le Libera me Domine à 5 parties, par Louis de Rigaud. [Paris, Pierre I Ballard, 1623]. Guillo 2003 n° 1623-I.
  - Édition perdue citée d’après la bibliothèque des imprimeurs Ballard en 1750[2] ; information reprise par Benjamin de Laborde, Essai sur la musique ancienne et moderne, Paris, 1780, vol. III p. 471.

### Œuvres profanes

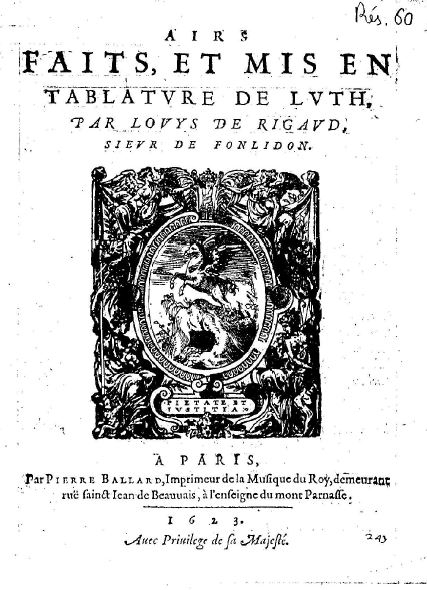
Page de titre des Airs de Louis de Rigaud, Paris, 1623.

- Airs faits, et mis en tablature de luth, par Louis de Rigaud, sieur de Fonlidon. Paris, Pierre I Ballard, 1623. 1 vol. 4°, RISM R 1423, Guillo 2003 n° 1623-H. Numérisé sur Gallica. Reprint : Société de Musicologie du Languedoc, c. 1988.
  - Dédicace à madame la maréchale de Thémines. Contient 14 airs pour voix et luth et 1 air pour 2 voix et luth. Quelques airs sont dédiés à la maréchale de Thémines, la comtesse de Vertu, le duc d’Elbeuf ou Mlle de Rohan.  La collection inclut 6 airs pour le Ballet de la Maréchale de Thémines, dansé par la maréchale elle-même [3]. Trois airs sont écrits sur des vers de Philippe Desportes. Trois des airs ont été transcrits dans Verchaly 1961.

Les pièces de ce recueil sont remarquables pour la souplesse de leur style. On peut voir au travers des dédicaces les noms des habitués du salon de la maréchale., qui ont sans doute dansé son ballet avec elle.